# Philip Lonergan
Philip Lonergan (Hackensack, 18 maggio 1887 – Hollywood, 8 marzo 1940) è stato uno sceneggiatore statunitense del cinema muto, che scrisse numerose sceneggiature per la Thanhouser negli anni che vanno dal 1912 al 1917.

## Biografia
Nato nel New Jersey, a Hackensack, non si hanno dati certi sulla sua data di nascita che pare possa essere il 1883 (oppure il 1885). Dopo essersi diplomato alla Commercial High School, scrisse alcune storie che vennero pubblicate su diversi giornali. Suo fratello Lloyd Lonergan, uno dei fondatori della Thanhouser, lo spinse a scrivere per il cinema. Cominciò così a lavorare part-time sia per la Reliance-Majestic di Charles J. Hite che per la Thanhouser. Si ritiene che la prima sceneggiatura cui mise mano per quest'ultima casa di produzione risalga al 1912 e che sia The Little Girl Next Door, un cortometraggio di Dell Henderson che aveva come protagoniste le gemelle Fairbanks. Il Moving Picture World del 26 luglio 1913 riporta la notizia che si stava trasferendo negli studi Majestic di Los Angeles anche se poi risulta che, nell'autunno di quello stesso anno, Lonergan ritornò a New Rochelle, da dove continuò a collaborare con la Majestic. Si divise così tra la costa orientale e quella occidentale, scrivendo alternativamente per le due compagnie. Il 2 maggio 1914, il New Rochelle Pioneer riportava la notizia del suo ritorno in città per riprendere il lavoro con il fratello alla Thanhouser. La casa di produzione chiuse i battenti nel 1917. Per gran parte di quel periodo, Lonergan visse a Brooklyn. Morì a Hollywood l'8 marzo 1940.

## Filmografia
Quando manca il nome del regista, questo non viene riportato nei titoli
- The Little Girl Next Door, regia di Lucius Henderson - cortometraggio (1912)
- Frazzled Finance - cortometraggio (1913)
- The Message to Headquarters - cortometraggio (1913)
- The Bravest Man - cortometraggio (1913)
- The Problem Love Solved - cortometraggio (1913)
- The Clerk - cortometraggio (1914)
- The Wheels of Destiny
- A Telephone Strategy, regia di Carl Gregory - cortometraggio (1914)
- His Enemy, regia di Carl Gregory - cortometraggio (1914)
- The Toy Shop, regia di Carl Gregory - cortometraggio (1914)
- The Girl Across the Hall - cortometraggio (1914)
- The Man Without Fear - cortometraggio (1914)
- The Little Señorita, regia di Carl Gregory - cortometraggio (1914)
- The Burden
- For Her Child - cortometraggio (1914)
- Professor Snaith, regia di Carl Gregory - cortometraggio (1914)
- The Widow's Mite - cortometraggio (1914)
- The Decoy, regia di Carl Gregory - cortometraggio (1914)
- Deborah - cortometraggio (1914)
- The Girl of the Seasons, regia di Carl Gregory - cortometraggio (1914)
- The Substitute, regia di Carroll Fleming - cortometraggio (1914)
- The Veteran's Sword, regia di Carl Gregory - cortometraggio (1914)
- A Gentleman for a Day - cortometraggio (1914)
- The Target of Destiny, regia di Carl Gregory - cortometraggio (1914)
- The Guiding Hand - cortometraggio (1914)
- The Tell-Tale Scar - cortometraggio (1914)
- A Rural Romance, regia di Arthur Ellery - cortometraggio (1914)
- The Keeper of the Light, regia di Arthur Ellery - cortometraggio (1914)
- His Winning Way, regia di Arthur Ellery - cortometraggio (1914)

- Seeds of Jealousy, regia di Arthur Ellery - cortometraggio (1914)
- The Man with the Hoe - cortometraggio (1914)
- Pawns of Fate, regia di James Durkin - cortometraggio (1914)

- The Final Reckoning - cortometraggio (1915)

- Crossed Wires, regia di Frederick Sullivan - cortometraggio (1915)

- The Mill on the Floss, regia di Eugene Moore (1915)
- Ambition, regia di Howard M. Mitchell - cortometraggio (1915)
- Their Last Performance - cortometraggio (1915)
- The Woman in Politics, regia di Eugene Moore (1916)
- The Phantom Witness, regia di Frederick Sullivan - cortometraggio (1916)
- The Five Faults of Flo, regia di George Foster Platt (1916)
- Betrayed, regia di Howard M. Mitchell (1916)
- Silas Marner, regia di Ernest C. Warde - cortometraggio (1916)
- A Bird of Prey, regia di Eugene Nowland - cortometraggio (1916)
- A Man's Sins - cortometraggio (1916)
- The Nymph, regia di Fred Kelsey - cortometraggio (1916)
- Brothers Equal, regia di Fred Kelsey - cortometraggio (1916)
- The Fugitive, regia di Frederick Sullivan (1916)
- Saint, Devil and Woman, regia di Frederick Sullivan (1916)
- The Black Terror, regia di Fred Kelsey (1916)
- The Pillory, regia di Frederick Sullivan (1916)
- The World and the Woman, regia di Frank Lloyd e Eugene Moore (1916)
- King Lear, regia di Ernest C. Warde (1916)
- Her Life and His, regia di Frederick Sullivan (1917)
- Her Beloved Enemy, regia di Ernest C. Warde (1917)
- The Candy Girl, regia di W. Eugene Moore (1917)
- War and the Woman, regia di Ernest C. Warde (1917)
- Mandarin's Gold, regia di Oscar Apfel (1919)
- Almost Married, regia di Charles Swickard (1919)
- Love and the Woman, regia di Tefft Johnson (1919)
- Coax Me, regia di Gilbert P. Hamilton (1919)
- His Father's Wife, regia di Frank Hall Crane (1919)
- The Penalty, regia di Wallace Worsley (1920)
- The Girl with the Jazz Heart, regia di Lawrence C. Windom (1921)
- Captain Kidd, regia di Burton L. King e J.P. McGowan (1922)
- The Steadfast Heart, regia di Sheridan Hall (1923)
- Champagne (Wine), regia di Louis J. Gasnier (1924)
- On the Stroke of Three
- Private Izzy Murphy, regia di Lloyd Bacon (1926)